# Угон Boeing 727 в Анголе
25 мая 2003 года из международного аэропорта Кватро-де-Феверейро, расположенного в ангольской столице Луанда, вылетел и бесследно исчез авиалайнер Boeing 727-223. Этот самолёт был арендован одной из местных авиакомпаний у американской лизинговой фирмы Aerospace Sales & Leasing. Согласно сообщениям СМИ, перед взлётом на борт самолёта поднялись двое человек, после чего Boeing 727 поднялся в воздух, не отвечая на запросы авиадиспетчеров. Обстоятельства исчезновения самолёта и его судьба так и не были установлены. Среди версий исчезновения в прессе фигурировали как захват самолёта террористами, так и угон при участии компании Aerospace Sales & Leasing, не желавшей оплачивать обслуживание и содержание самолёта в аэропорту Луанды.

## Характеристики самолёта и информация о владельцах
Пассажирский самолёт Boeing 727-223 (регистрационный номер N844AA, заводской — 20985, серийный — 1123) был выпущен в 1975 году и относился к серии самолётов Boeing 727-200. Длина самолёта составляла 46,5 м, масса — 90,718 т. Был оснащён тремя турбореактивными двигателями Pratt & Whitney JT8D-1, вместимость составляла 134 пассажирских места. В стандартный экипаж подобного лайнера входили три человека.
Этот самолёт эксплуатировался авиакомпанией American Airlines на протяжении 26 с половиной лет, совершив 43390 циклов «взлёт-посадка» и проведя в небе суммарно 68488 ч. 2 сентября 1987 года этот самолёт, вылетевший из Нэшвилла (штат Теннесси), вынужден был экстренно сесть в Тампе (штат Флорида). Во время снижения экипаж увидел на приборах предупреждение о возгорании двигателя № 1: пилоты активировали систему пожаротушения, но предупреждение о возгорании не исчезло. В ходе аварийной посадки и последующей эвакуации пострадали четверо человек. Расследование выявило утечку, связанную с неисправностью воздухоотвода.
В 2001 году лайнер был продан лизинговой компании Aerospace Sales & Leasing, которая по состоянию на февраль 2002 года владела тремя списанными Boeing 727, ранее принадлежавшим компании American Airlines. Её президентом был Мори Х. Джозеф (англ. Maury H. Joseph), бывший исполнительный директор авиакомпании Florida West Airlines. В сентябре 1997 года Комиссия по ценным бумагам и биржам подала в суд на Джозефа и президента Florida West Аллена Э. Бени (англ. Allen E. Beni), обвинив обоих в предоставлении сфальсифицированных отчётов независимым аудиторам с августа 1993 по май 1994 года. По итогам расследования Джозеф был оштрафован и лишён права занимать руководящие должности в публичных компаниях.

## Aerospace Sales & Leasing

### Сделка с Китом Ирвином
В феврале 2002 года в Майами прибыл южноафриканский бизнесмен Кит Ирвин (англ. Keith Irwin), представлявший транспортную авиакомпанию Cargo Air Transport Systems. Он собирался на один год арендовать Boeing 727 и нанять два лётных экипажа, чтобы доставлять топливо на алмазные шахты в Анголе. По мнению Ирвина, на фоне шедшей в стране гражданской войны доставлять топливо было безопаснее по воздуху, а не по земле. Нанятые им члены экипажа были искренне заинтересованы в лётной практике, которой у них не было после терактов 11 сентября 2001 года. Первая попытка Ирвина арендовать самолёт была неудачной: ему удалось приобрести только топливные баки. Ирвин лишился 140 тысяч долларов при том, что единственный инвестор его предприятия взял кредит в американском банке на сумму в 450 тысяч долларов США. Однако после встречи с руководством Aerospace южноафриканец заполучил нужный ему «Боинг», а Мори Джозеф согласился убрать сиденья из самолёта и установить там 10 топливных баков. По одним данным, поставками топлива должна была заниматься нигерийская авиакомпания IRS Airlines, которая переделала для своих нужд ещё один самолёт с регистрационным номером N843AA. По другой версии, арендатором был ангольский национальный перевозчик Angola Air, у которого на тот момент были серьёзные проблемы с финансами.
Согласно информации журнала Air & Space Magazine, Ирвин должен был в течение 30 дней перевести 1 миллион долларов на счета Джозефа. Сам Ирвин не помнил ничего из деталей соглашения, кроме того, что это был договор об аренде самолёта. Было только известно, что компания Ирвина совершила всего две транзакции (в том числе первый платёж в размере 125 тысяч долларов), прежде чем окончательно обанкротиться. Согласно договору, Ирвин также должен был взять сотрудника компании Aerospace Майка Гэбриэла (англ. Mike Gabriel), который должен был проследить за совершением остальных транзакций и в случае, если Aerospace не получит деньги, немедленно вернуть самолёт в Америку. Было известно, что Гэбриэл занимался куплей-продажей запчастей для самолётов (в том числе двигателей) и много раз бывал в Западной Африке. В то же время, по словам газеты The Washington Post, в 1980-е годы он получил тюремный срок за контрабанду 5 тысяч фунтов марихуаны.

### Работа в Анголе
Boeing 727 с ливреей American Airlines вылетел из Майами 28 февраля 2002 года в сторону Африки. Власти Анголы долго не выдавали формальное разрешение на посадку, поэтому после промежуточных остановок самолёт смог прибыть в Луанду только 14 марта 2002 года. Компания Kuwachi Dundo, с которой у Ирвина был действующий контракт на поставку топлива, отказалась выплачивать положенные ему по договору 220 тысяч долларов и ограничилась формальными извинениями. Экипаж разместили в квартире, где не было электричества и воды, а Гэбриэл и Ирвин поселились в частном доме генерала ВВС Анголы. По словам бортинженера Арта Пауэлла (англ. Art Powell), он был «до смерти напуган» обстановкой, особенно присутствовавшим рядом охранником с автоматом, которого якобы нанял Гэбриэл. Работу экипажу не давали под предлогом оформления ангольских лётных лицензий, однако когда экипаж стал открыто выражать недовольство условиями размещения, у них забрали паспорта и вернули только после того, как Ирвин и члены экипажа обратились в американское посольство за помощью. Самолёт не мог вылететь из страны, поэтому Ирвин и все шестеро членов экипажа купили билеты на ближайший рейс и выбрались в ЮАР. Двое вернулись оттуда в США, остальные четверо остались ждать в надежде на получение гонорара за работу.
В апреле 2002 года Ирвин начал процедуру разрыва сделки Cargo Air Transport Systems с Aerospace и нашёл нового спонсора перевозок топлива. Четверо оставшихся членов экипажа вернулись в Луанду, начав выполнять рейсы на других самолётах (по оценке Гэбриэла, всего было 17 рейсов). С учётом небезопасной обстановки в стране все члены экипажа вскоре решили лететь домой, получив причитающиеся им выплаты. К концу апреля в стране из американцев остался только Гэбриэл, и Ирвин решил нанять местный экипаж, чтобы продолжать рейсы. Но после подписания 4 апреля Меморандума о взаимопонимании, положившего конец войне, возобновились поставки топлива наземным транспортом, а его доставка по воздуху стала неактуальной. Ирвин покинул страну, опасаясь за свою жизнь, а Гэбриэл был уволен из компании. «Боинг» же остался стоять в аэропорту Луанды.

### Простаивание в аэропорту

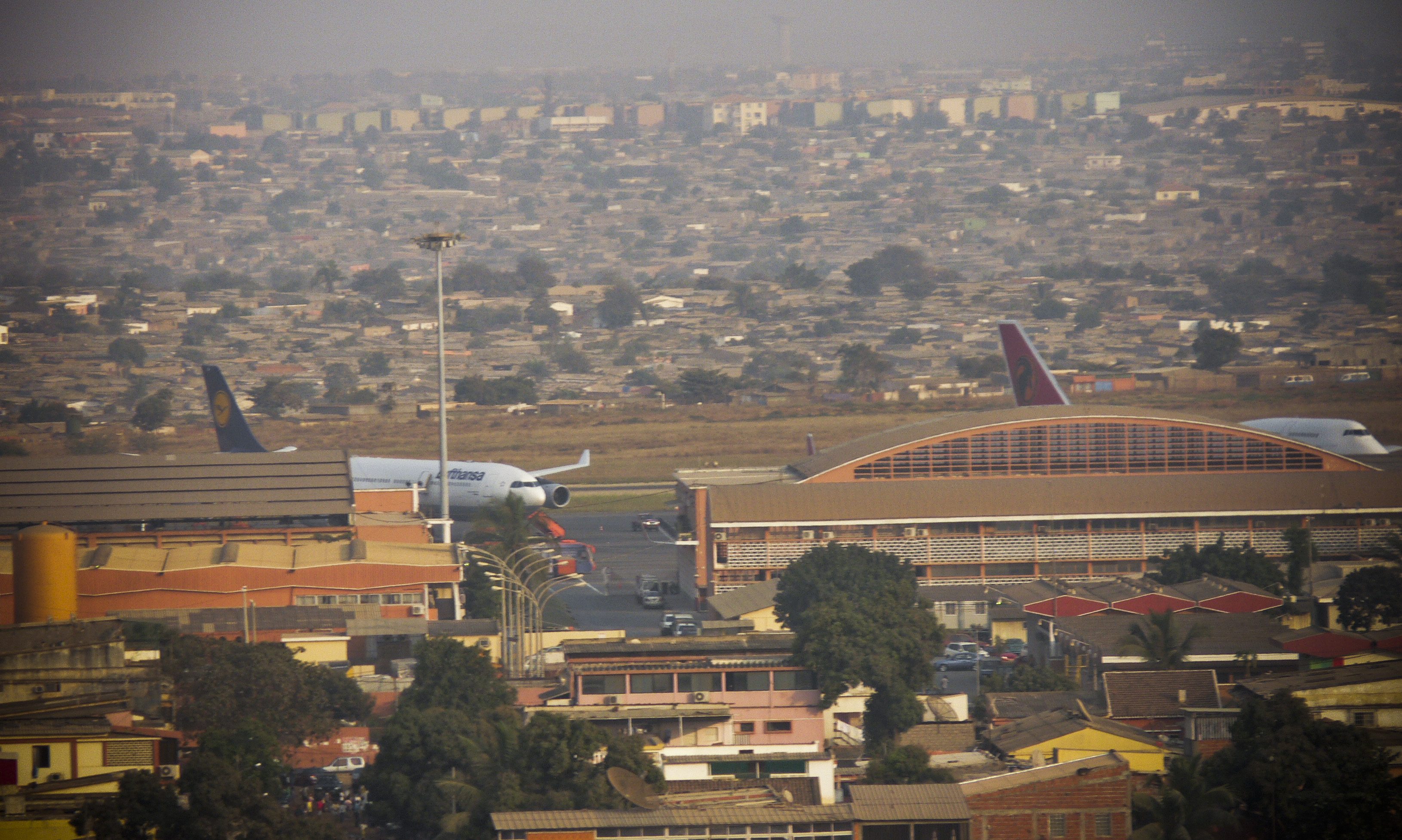
Международный аэропорт 4 февраля

С момента своего прибытия в Луанду Boeing 727 простоял около 14 месяцев в аэропорту Кватро-де-Феверейро, не поднимаясь в воздух. Начальник управления гражданской авиации Анголы Элдер Преза (англ. Helder Preza) в интервью португальской радиосети RDP заявил, что прилагавшаяся к лайнеру документация не имела к нему никакого отношения, поэтому разрешение на эксплуатацию не было выдано. Случаи, когда самолёты простаивали месяцами в африканских аэропортах, не были редкостью в те времена. Из-за слаборазвитого наземного транспорта в Африке часто использовались самолёты с подозрительным прошлым, а из-за проблем с документацией владельцы коммерческих бортов постоянно менялись. Местные правительства устанавливали большую плату за посадку, что приводило к появлению различных мошеннических схем. В некоторых аэропортах, по словам сотрудника компании Aerospace Майка Гэбриэла, были неровные взлётные полосы, не позволявшие самолётам нормально взлететь. Самолёты также были вынуждены маневрировать во время посадки, чтобы не попасть под огонь с земли. На самих аэродромах можно было увидеть остатки разобранных на запчасти самолётов, поскольку содержание цельной машины обходилось слишком дорого.
На момент передачи Boeing 727 ангольцам его двигатели были полностью исправны, однако по итогам проверок всякий раз ангольцы обнаруживали неисправности, не позволявшие эксплуатировать самолёт. «Боинг» был выставлен на продажу в том же 2002 году, оставаясь всё это время в аэропорте Луанды, однако покупателей на него так и не нашлось. К осени того же года стоимость самолёта значительно снизилась, поскольку из его элементов исправными были только двигатели. Сертификат, выданный на самолёт Федеральным управлением гражданской авиации США 3 января 2002 года, истекал формально 26 января 2018 года. В ноябре 2002 года в Нигерию прибыли президент компании Мори Джозеф и 50-летний житель Флориды Бенджамин Чарльз Падилья-младший (англ. Benjamin Charles Padilla, Jr.) — сертифицированный бортинженер, авиамеханик и пилот небольших самолётов, который сотрудничал с рядом авиакомпаний. Джозеф выбрал Падилью в качестве человека, который должен был рассчитаться с ангольцами за обслуживание и содержание борта в Луанде, а также отыскать механиков, которые помогли бы перегнать самолёт в ЮАР. Двигатели самолёта должен был приобрести Джефф Суэйн (англ. Jeff Swain), на которого когда-то работал Падилья.
Компании часто обращались к Падилье для решения сложных задач от оформления документации до перегона самолётов. Сам он не имел сертификат пилота Boeing 727 и не управлял подобными самолётами. Прежде он сотрудничал с ангольской авиакомпанией Air Gemini, у которой был ремонтный цех. Джозеф высоко оценивал профессионализм Падильи, который брался за любую работу, но противоположных оценок придерживался Суэйн, который утверждал, что Бен вёл себя неподобающе бортинженеру, постоянно влезал в скандалы и любил сочинять о себе небылицы. В апреле 2003 года Падилья прибыл в Анголу, а в мае нанял по поручению Джозефа двух пилотов из Air Gemini для подготовки к перегону самолёта из Луанды в Йоханнесбург, где Падилью ждал заказчик. За один или два дня до ожидаемого вылета самолёта Бен, как сообщал Джозеф, договорился с Air Gemini, что выведет самолёт из ангара на взлётно-посадочную полосу, запустит все три двигателя на полную мощность и проверит все системы самолёта на работоспособность.

## Обстоятельства угона
25 мая 2003 года около 17:00 по местному времени были запущены три двигателя самолёта Boeing 727, стоявшего в аэропорту Кватро-де-Феверейро. Было известно, что к тому моменту борт заправили топливом на стоянке, где находились неисправные самолёты. В его топливных баках находилось 53 тысячи литров топлива типа A-1, что обеспечивало дальность полёта до 2400 км. Согласно свидетельствам некоторых работников аэропорта, незадолго до взлёта на борт поднялся неизвестный белый мужчина. Элдер Преза сообщал, что им был белый американец, представившийся законным представителем арендодателя Aerospace. Принято считать, что угонщиков было двое — американец Бенджамин Падилья-младший и наземный авиамеханик из Республики Конго Джон Микел Мутанту (англ. John Mikel Mutantu), у которого также не было лицензии пилота. Согласно телеграммам Государственного департамента США, именно эти двое человек завладели самолётом, но сведений в общедоступных базах данных о них не было.
В самом начале процедуры взлёта самолёт, выезжая на взлётную полосу, совершил несколько опасных манёвров. Диспетчеры безуспешно попытались связаться с лайнером: у того были отключены транспондер и навигационные огни. Считается, что «Боинг» взлетел примерно в 18:00 по местному времени и устремился в сторону Атлантического океана. Диспетчерам не поступало никаких сообщений о том, куда следует борт, а у пилотов не было плана полёта.
Исчезновение Boeing 727 было не первым в Анголе исчезновением самолётов за последние пять лет. Так, с сентября 1998 по май 2003 года в Анголе пропали семь самолётов из стран СНГ (в том числе пять российских). Из этих семи самолётов два, как позже выяснилось, были сбиты из ЗРК группировкой УНИТА. Было известно, что значительная часть воздушного пространства Африки — обширная территория между Сахарской пустыней и рекой Лимпопо — почти не контролировалась авиадиспетчерами, поэтому отследить местонахождение многих рейсов в этом пространстве было сложно.

## Реакция на исчезновение
Ангольские власти обратились к властям соседних государств с просьбой предоставить любую информацию о местонахождении пропавшего лайнера. Представители ангольской авиакомпании Air Gemini дозвонились до Мори Джозефа и сообщили ему о случившемся, потребовав объяснений. Джозеф немедленно сообщил об исчезновении самолёта в посольство США в ЮАР, а затем созвонился с проживавшей во Флориде супругой и попросил её сообщить ФБР о происшествии. Государственный департамент США разослал всем американским посольствам в африканских странах требование оповестить об исчезновении борта все национальные управления гражданской авиации соответствующих стран.
К поискам подключились Государственный департамент США, Министерство внутренней безопасности, Центральное командование Вооружённых сил США и основные американские спецслужбы — ЦРУ, ФБР и АНБ. Сообщалось, что к поискам позже присоединились разведывательные службы Великобритании, Франции, России и нескольких африканских государств. Чтобы установить информацию, американцы проанализировали сделанные шпионскими спутниками фотоснимки территории, на которой потенциально мог совершить посадку Boeing. Послы западных стран в Африке получили указания собирать любую информацию о судьбе самолёта. Из соображений безопасности генерал морской пехоты США и командующий американскими войсками на Африканском Роге генерал Мастин Робесон (англ. Mastin Robeson) приказал поднять в воздух истребители и направить их к побережью Красного моря, где находилась база американских и французских войск.

## Версии исчезновения

### Террористический заговор
По мнению всё того же генерала Робесона, в ходе расследования рассматривались три основные версии угона — попытка совершения террористического акта, угон по заказу представителей преступного мира и угон самолёта его же собственными владельцами с целью получения страховки. Изучалась возможность угона самолёта террористами «Аль-Каиды», совершённого с целью повторить террористические атаки наподобие совершённых 11 сентября 2001 года. Американцы считали, что благодаря установленным вместо сидений топливным бакам самолёт мог преодолеть значительное расстояние, а в случае столкновения самолёта со зданием воспламенившееся топливо привело бы к мощному взрыву и к громадным разрушениям.
В ноябре 2002 года в кенийском городе Момбаса в результате взрыва бомбы в гостинице погибли 16 человек, а в апреле 2003 года в марокканском городе Касабланка в результате действий 13 террористов-смертников погибли 42 человека. 15 мая 2003 года в связи с активизацией «Аль-Каиды» в Кении и всей Восточной Африке Великобритания отменила все коммерческие рейсы в Кению и из Кении. Незадолго до угона Boeing 727 Министерство внутренней безопасности США сообщило о том, что «Аль-Каида» завершала подготовку к проведению террористического акта против консульства США в пакистанском Карачи. Предполагалось, что в здание консульства должен был влететь заминированный самолёт. В то же время пресс-секретарь Белого дома Ари Фляйшер сообщал, что у американцев почти не было зацепок за то, чтобы определить возможных организаторов угона. В 2005 году ФБР прекратило расследование на предмет возможного теракта, а комментариев от какого-либо ведомства по этому поводу не последовало.

### Угон за долги
Широкое распространение получила версия об угоне, связанном с финансовыми спорами. Согласно Associated Press, представитель посольства одной из западных стран в Сьерра-Леоне заявил, что угон самолёта мог быть связан с тем, что компания Aerospace не расплатилась по долгам с теми, кто обслуживал самолёт. По разным оценкам СМИ, сумма задолженности перед ангольцами варьировалась от 50 тысяч до 4 миллионов долларов США. За два месяца до угона самолёта в Анголу прибыл Падилья, который привёз сумму в размере 50 тысяч долларов, чтобы закрыть долг перед аэропортом, а также, по словам Элдера Презы, получил разрешение на проведение технического обслуживания самолёта. После исчезновения «Боинга» Падилья был объявлен ФБР в международный розыск.
Сестра Бена Падильи, Бенита Падилья-Киркленд (англ. Benita Padilla-Kirland), в интервью газете South Florida Sun-Sentinel также полагала, что компания-владелец действительно не могла расплатиться по долгам за обслуживание самолёта, и Бена могли заставить против его же воли сесть за штурвал и угнать самолёт из аэропорта Луанды. Младший брат Бена Джо (англ. Joe Padilla) предполагал, что в самолёте мог находиться кто-то третий, кто мог заставить Бена сесть за штурвал и стать виновником крушения и гибели находившихся на борту людей. Он отвергал версию о том, что Бен угнал самолёт по собственной воле, поскольку считал, что Бен не был способен пойти на преступление. Связаться напрямую с компанией Aerospace для прояснения обстоятельств пресса не могла, поскольку в открытых источниках не указывались ни её корпоративный адрес, ни номер телефона. По словам The Washington Post, на самолёт попытался выдвинуть претензии Майк Гэбриэл, который намеревался остановить сделку по возвращению самолёта из аренды и забрать его себе, но отказался обсуждать с газетой эту тему.

### Другие версии
Источники из американской разведки рассматривали среди иных версий угон для контрабанды оружия, бриллиантов или наркотиков, а также для переброски личного состава военизированных группировок (в том числе террористических). Допускалось, что корни угона могут крыться в методах работы Управления гражданской авиации Анголы. Что касается судьбы самолёта, то высказывалась версия о том, что его перекрасили и перегнали на территорию некоей страны, располагавшейся между Гвинеей и Ливаном. По словам генерала Робесона, какое-то время рассматривалась версия об угоне, подстроенном самой компанией Aerospace, которая хотела обманом получить страховку за исчезновение борта. В пользу этой версии свидетельствовали неудовлетворительное состояние самолёта и сомнительное прошлое Мори Джозефа, обвинявшегося в махинациях с документами. Но Джозеф отверг обвинения в страховом мошенничестве и заявил о готовности пройти проверку на детекторе лжи. Более того, Джефф Суэйн сообщал, что Джозеф был искренне потрясён сообщением об исчезновении самолёта.

## Поиски самолёта

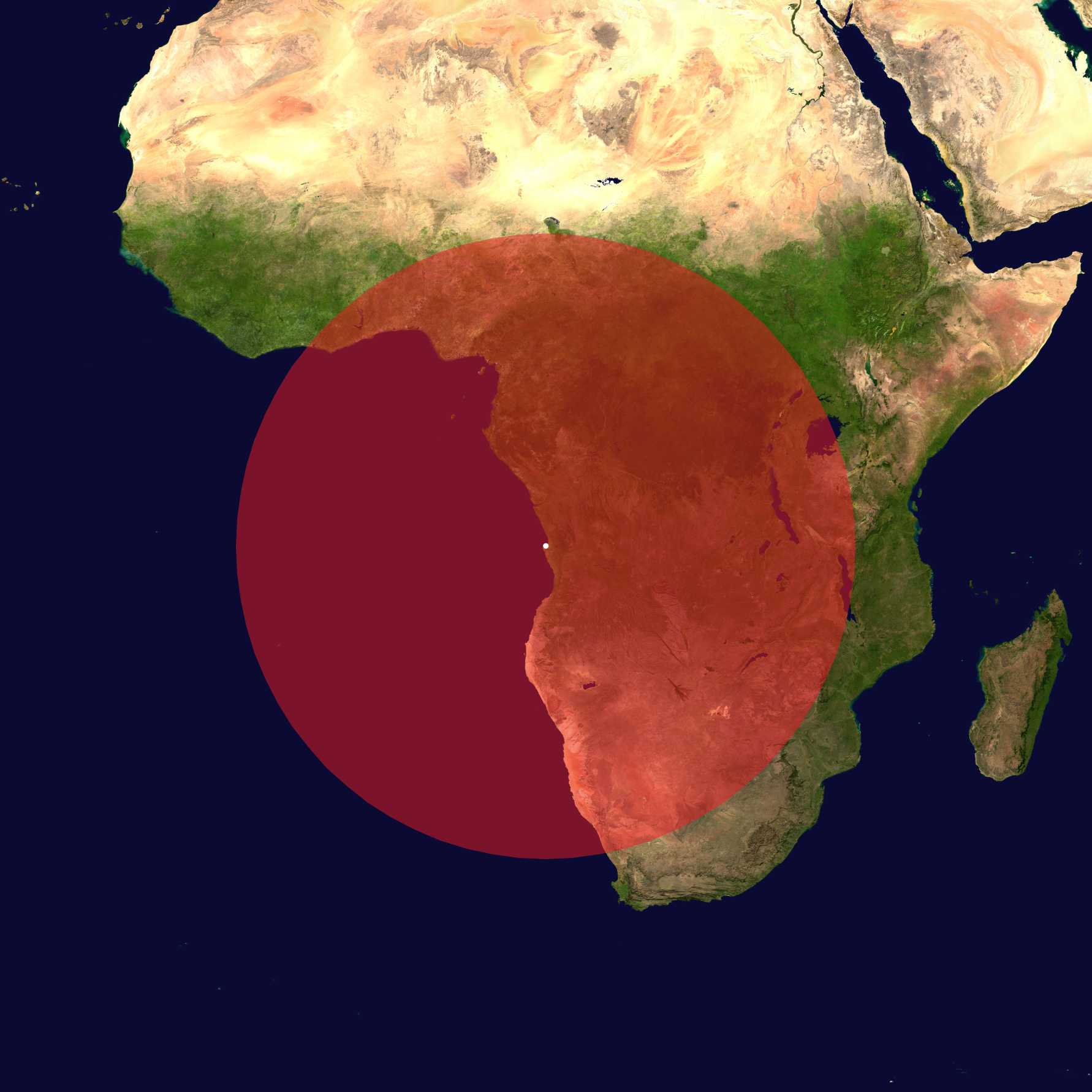
Приблизительная зона, в которой мог исчезнуть Boeing 727

В июле 2003 года ряд изданий сообщили о том, что самолёт якобы находился месяц тому назад в Гвинее. Канадский пилот Боб Строзер (англ. Bob Strother) сообщил, что 28 июня самолёт был замечен в гвинейской столице Конакри. С его слов, местные рабочие переоборудовали лайнер в топливозаправщик, перекрасив и нанеся гвинейские регистрационные номера 3XGOM, но на хвостовом стабилизаторе можно было распознать прежний регистрационный номер N844AA. По мнению канадца, самолёт принадлежал некоему ливанскому бизнесмену, который работал в Западной Африке и занимался перевозкой грузов между Бейрутом и Конакри, а процесс перерегистрации самолёта мог быть специально ускорен. Позже Государственный департамент США заявил, что упомянутый Строзером самолёт не является угнанным из Анголы бортом; заявления пилота также отвергли официальные лица Гвинеи. Сам он сказал, что больше не видел указанный им самолёт. 25 декабря того же года в бенинском городе Котону разбился Boeing 727-223: некоторые СМИ предположили, что разбившимся самолётом мог быть угнанный из Луанды лайнер, но официальные лица Гвинеи опровергли эту версию.
Среди стран, где якобы замечали самолёт, в сообщениях СМИ упоминались Буркина-Фасо, Сейшельские Острова, Шри-Ланка, ЮАР и Нигерия. Однако ни одно из этих сообщений не подтвердилось. Официальные лица Сейшельских Островов заявили, что ничего не слышали о борте, и опровергли сообщения о том, что этот борт якобы передавал сигнал бедствия и просил разрешение на экстренную посадку. Сообщения об обнаружении обломков на возможном маршруте следования Boeing 727 также не подтвердились. В рассекреченных дипломатических телеграммах США упоминалось, что дипломаты и сотрудники спецслужб проводили тщательные поиски на Шри-Ланке и в аэропортах Нигерии, но не обнаружили ни следов самолёта, ни сообщений о посадке похожего борта.
Лица, обслуживавшие самолёт или связанные с угонщиками, выдвигали разные версии исчезновения. Майк Гэбриэл предполагал, что самолёт мог разбиться сразу после взлёта и упасть в Атлантическом океане; один из участников операции по поставкам топлива предполагал, что самолёт мог быть сбит ВВС Анголы; один из ангольских пилотов гражданской авиации пересказывал слухи о том, что самолёт взял курс на север и исчез в районе столицы ДР Конго Киншасы. Ещё один из друзей Бена Падильи предполагал, что самолёт могли разобрать на запчасти в бурундийском аэропорту Бужумбура. Старший научный сотрудник преторийского Института исследований безопасности Ричард Корнуэлл заявил, что отследить угнанный самолёт было невозможно, поскольку на территории между Средиземноморским побережьем Африки и Южной Африкой не было радаров, отслеживавших движение самолётов. Аналитик в области безопасности гражданской авиации компании Jane’s Aviation Service Дэвид Йейтс в 2003 году сказал, что за 22 года своей работы прежде не сталкивался с угоном самолёта, подобным случившемуся в Луанде, поскольку даже для Африки подобная вещь была невероятной. Он выражал сомнения, что угнанный борт удастся когда-либо найти, поскольку он «исчез в тёмном мире африканской авиации» (англ. it's disappeared into the murky world of African aviation), где с ним могло произойти что угодно.
По данным журнала Air & Space Magazine на 2010 год, дело об угоне самолёта оставалось нераскрытым. Журналист Тим Райт полагал, что фотоснимки с возможными обломками самолёта или следами разлива топлива могли бы положить конец спорам о судьбе лайнера. Однако ни Национальное агентство геопространственной разведки, ни ЦРУ, ни ФБР, ни Министерство внутренней безопасности не ответили на запросы о наличии соответствующих фотоснимков. По мнению Бениты Падилья-Киркленд, сестры Бена Падильи, ФБР скрывало от её семьи ход расследования.

## В культуре
Исчезновению самолёта и двух человек (Падилья и Мутанту) посвящена 228-я серия документального сериала «След простыл» (англ. The Trail Went Cold).

## Комментарии
1. ↑  В ряде источников авиакомпания называлась англ. Air Angola (Эр Ангола)[14][3] или англ. Airangol[15]; возможно, что под ней могла подразумеваться государственная компания TAAG Angola Airlines[англ.][16].